# Observerbare univers
Det observerbare univers, der også med et mindre præcist udtryk kaldes det synlige univers, er en betegnelse, som bruges i Big Bang-kosmologi til at beskrive et kugleformet område af rummet, der ikke strækker sig længere, end at det er teoretisk muligt for en betragter at se objekter i det. Det betyder, at der skal have været tilstrækkelig tid til, at lys udsendt af et objekt har kunnet nå frem til betragteren. Enhver position har sit eget observerbare univers, som kan være – eller ikke være – sammenfaldende med det, der har jorden som centrum.
Ordet observerbar brugt i denne betydning kræver derfor ikke, at vi med anvendelse af moderne teknologi rent faktisk er i stand til at opdage strålingen fra et objekt i området. Det betyder kun, at det har været muligt for lys eller anden stråling at nå frem til betragteren. I praksis vil der kun kunne observeres objekter til en afstand, der svarer til den grænse, hvor universet blev transparent for lys, dvs. hvor den kosmiske baggrundsstråling afkobledes fra sin interaktion med stoffet. Det kan imidlertid tænkes at være muligt at udlede information om tiden før dette tidspunkt ved at opdage tyngdekraftbølger.
Hubble-grænsen er et begreb i kosmologien, som knytter sig til Big Bang-teorien, og som henviser til den afstand, hvor objekter fjerner sig fra betragteren med en fart, der nærmer sig lysets hastighed. Den kaldes sådan efter astronomen Edwin Hubble, der var den første til at opdage, at alle objekter fjerner sig fra hinanden på galaktisk skala. I tiden efter Big Bang har alt fjernet sig fra hinanden, og eftersom lysets hastighed er konstant, synes fjernere objekter at fjerne sig med større fart. De fjerneste vil derfor synes at fjerne sig med lysets hastighed, og et objekt med denne afstand siges at være ved Hubble-grænsen.

## Universet versus det observerbare univers
Både i videnskabelige og populærvidenskabelige skrifter om kosmologi benyttes udtrykket "universet", selvom der strengt taget menes det "observerbare univers". Det kan retfærdiggøres ved, at der intet kan vides om nogen del af universet, som ikke står i årsagssammenhæng med os. Det betyder imidlertid ikke, at der er sammenfald mellem størrelsen af det observerbare univers og det samlede univers, fordi det ville betyde, at Jorden befandt sig nøjagtigt i universets centrum, hvilket ville stride mod en helt fundamental antagelse i astronomien (og i virkeligheden i al videnskab). Det er sandsynligt, at de galakser, som findes i det observerbare univers, kun repræsenterer en forsvindende lille del af det samlede antal galakser i universet, og deres antal kan endda være uendeligt stort. 
På den anden side er det også muligt, at universet er mindre end det observerbare univers. I så fald skal det, vi nu anser for at være meget fjerne galakser, i virkeligheden være dobbeltbilleder af nærmereliggende galakser, dannet af lys, som har gennemrejst universet. En sådan hypotese er vanskelig at efterprøve eksperimentelt, fordi de forskellige billeder af samme galakse ville vise forskellige perioder i dens historie og følgelig se helt forskellige ud. En afhandling fra 2004  hævder at kunne fastlægge en nedre grænse på 24 gigaparsec (78 milliarder lysår) for universets diameter, baseret på analyser af data fra WMAP.

## Størrelse
Den medbevægende afstand fra Jorden til grænsen for det synlige univers er omkring 46,5 milliarder lysår i alle retninger og er derfor den medbevægende radius for det synlige univers. Det gengives sommetider som en diameter på 92-94 milliarder lysår. Eftersom det synlige univers er en perfekt kugle, og rummet er næsten fladt, svarer denne størrelse til et medbevægende rumfang på omkring 4/3 π R3 = 4,0×1032 kubiklysår eller 3,4×1080kubikmeter.
Afstandene ovenfor er de, som gælder nu (i kosmologisk tid) og ikke de afstande, som fandtes på det tidspunkt, hvor lyset blev udsendt. For eksempel blev den kosmiske bagrundsstråling, vi ser nu, udsendt for omkring 13,7 milliarder år siden af stof, som i mellemtiden har samlet sig til galakser. Disse er nu omkring 46 milliarder lysår fra os, men da strålingen udsendtes, var dette stof kun omkring 40 millioner lysår væk fra det stof, der senere ville blive til Jorden. 

### Misopfattelser
Sekundære kilder anfører ofte meget forskellige tal for størrelsen af det observerbare univers. Nogle af disse er følgende: 
- 13,7 milliarder lysår. Universets alder er omkring 13,7 milliarder år, og intet bevæger sig hurtigere end lyset. Nogle tror, at det deraf følger, at radius af det observerbare univers derfor må være 13,7 milliarder lysår. Dette ræsonnement giver mening i den flade rumtid ifølge den specielle relativitetsteori, men i det virkelige univers er rumtiden særdeles krum på kosmologisk skala, og lyset bevæger sig ikke retlinjet gennem den. Afstande, som fremkommer som produktet af lysets hastighed og et kosmologisk tidsinterval har ingen direkte fysisk relevans. [3]

- 15,8 milliarder lysår. Denne værdi er opnået på samme måde som den ovenstående, men med udgangspunkt i en ukorrekt værdi for universets alder, som offentliggjordes i populærvidenskabelige skrifter i midten af 2006. [4] [5] [6] En analyse af denne værdi og det skrift, som den stammer fra, findes hos [7]

- 27 milliarder lysår. Dette er diameteren, som fås fra den (ukorrekte) radius på 13,7 milliarder lysår.

- 78 milliarder lysår. Dette tal er, som nævnt ovenfor, den nedre grænse for størrelsen af hele universet og har intet at gøre med størrelsen af det observerbare univers.

- 156 milliarder lysår. Dette tal er fremkommet ved at fordoble 78 milliarder lysår ud fra den antagelse, at dette var en radius, men eftersom 78 milliarder lysår allerede var en diameter (eller rettere en omkreds), er den dobbelte værdi meningsløs. Tallet blev alligevel gengivet mange steder. [8]

## Indhold af stof
Det observerbare univers indeholder omkring 3 til 5 × 1022 stjerner, samlet i omkring 80 milliarder galakser, som igen danner galaksehobe og superhobe.
To overslagsberegninger giver et antal atomer i det observerbare univers på omkring 1080.
1. Universets kritiske tæthed er 3 H² / 8 π G, hvilket omregnes til at være 1×10−29 gram/kubikcentimeter eller omkring 5×10−6 brintatomer pr. cm3. Det menes, at kun omkring 4 procent af den kritiske tæthed findes i form af normale atomer, så dette reducerer tallet til 2×10−7 brintatomer/cm3. Ved multiplikation heraf med rumfanget af det observerbare univers fås omkring 7×1079 brintatomer.
2. En typisk stjerne har en masse på omkring 2×1033 gram, hvilket er omkring 1×1057 brintatomer i hver stjerne. En typisk galakse har omkring 400 milliarder stjerner, så hver galakse har 1×1057 × 4×1011 = 4×1068 brintatomer. Da universet muligvis indeholder ca. 80 milliarder galakser, betyder det, at der er omkring 4×1068 × 8×1010 = 3×1079 brintatomer i det observerbare univers. Dette er afgjort en beregning, som giver en nedre værdi, og som ikke tager hensyn til mange mulige kilder til atomer. [9]